# Hydropsyche exocellata
Hydropsyche exocellata là một loài Trichoptera trong họ Hydropsychidae. Chúng phân bố ở miền Cổ bắc.